# نورمن هانتر (نویسنده)
نورمن جورج لوریمر هانتر (به انگلیسی: Norman George Lorimer Hunter) (زاده ۲۳ نوامبر ۱۸۹۹ - مرگ در ۲۳ فوریه ۱۹۹۵) نویسنده کتاب‌های کودکان انگلیسی است که بیشتر به دلیل شخصیت پروفسور برانشتام در کتاب‌هایش شناخته می‌شود.